# Çatalmeşe, Çekmeköy
Çatalmeşe là một xã thuộc huyện Çekmeköy, tỉnh Istanbul, Thổ Nhĩ Kỳ.